# Brito (piłkarz)
Hércules Brito Ruas, czyli Brito (ur. 9 sierpnia 1939 w Rio de Janeiro), brazylijski piłkarz występujący na pozycji środkowego obrońcy. Mistrz świata z roku 1970.

## Kariera klubowa
Legendarna postać klubu CR Vasco da Gama, w którym występował przez 15 lat (1955–1970). Cztery razy sięgnął po mistrzostwo stanu Rio de Janeiro (1956, 1963, 1964, 1965).
W późniejszym okresie kariery grał w Botafogo, ponadto zaliczył występy m.in. w Cruzeiro EC, Atlético Paranaense, Corinthians Paulista. Grał także w ligach Kanady i Wenezueli.

## Kariera reprezentacyjna
W reprezentacji Brazylii rozegrał 45 spotkań (w latach 1964–1972) i zdobył 1 bramkę. Dwa razy uczestniczył w finałach Mistrzostw Świata (1966 – I runda; 1970 – mistrzostwo).
W MŚ 66 wystąpił tylko w jednym spotkaniu (przeciwko Portugalii). Cztery lata później był już podstawowym graczem jedenastki, która sięgnęła po tytuł mistrza świata i grał w pięciu spośród sześciu meczów canarinhos, opuścił pierwsze spotkanie turnieju z Czechosłowacją.
Karierę zakończył w 1979.